# Los Portadores de la Antorcha
Los Portadores de la Antorcha est une statue d'Anna Hyatt Huntington située à Madrid, en Espagne.

## Numismatique
Los Portadores de la Antorcha est représentée sur la pièce de 200 pesetas de 1992 commémorant Madrid, capitale européenne de la culture.